# La Grande Aventure Lego, le jeu vidéo
 (janvier 2021).
Si vous disposez d'ouvrages ou d'articles de référence ou si vous connaissez des sites web de qualité traitant du thème abordé ici, merci de compléter l'article en donnant les références utiles à sa vérifiabilité et en les liant à la section « Notes et références ».
La Grande Aventure Lego, le jeu vidéo ou Le Film Lego : Le jeu vidéo au Québec (The Lego Movie Videogame) est un jeu vidéo d'action-aventure réalisé par TT Games et commercialisé par Warner Bros. Interactive en 2014. Il est fondé sur l'histoire d'Emmet, telle qu'elle apparaît dans le film La Grande Aventure Lego, mais les personnages et décors sont ici en Lego.

## Synopsis
La Grande Aventure Lego permet aux joueurs d'incarner Emmet, une mini-figurine Lego tout à fait ordinaire, qui est prise par erreur pour une personne extraordinaire capable de sauver le monde des mains d'un tyran diabolique, en la personne de Lord Business, tout en étant aidé par Cool Tag, Batman, Barbe d'Acier, Benny l'Astronaute et Unikitty. 

## Système de jeu
Le principe du jeu est de sauver le monde du maléfique Président Lord Business. Comme dans le jeu Lego City Undercover, on doit récolter des objets, des animaux et des personnes. On ne récolte pas de briques comme dans Lego City Undercover. Certains personnages lego ont des fonctions spécifiques, comme les maîtres constructeurs, qui sont les seuls à pouvoir construire des objets.
Il y a 96 personnages, disponibles à différents endroits.

### Items
Résumé des items :  Dans le jeu, vous pourrez trouver 75 plans dorés (5 par niveaux) et 15 pantalons cachés afin d'avoir les 70 briques dorées.  Vous pourrez également connaître l'emplacement des 20 défis, avec toutes les indications pour réaliser et ainsi obtenir les 20 briques rouges.
L'argent : des pièces Lego parsemées dans les niveaux font office de monnaie pour acheter, entre autres, de nouveaux personnages. 
- Pièce grises = 10 crédits
- Pièces jaunes = 100 crédits
- Pièces bleus = 1 000 crédits
- Pièces mauves = 10 000 crédits

Les cœurs : votre jauge d'énergie se limite à 4 cœurs ; vous pouvez en récupérer en détruisant un objet ou en tuant un ennemi. La jauge peut avoir 2 cœurs de plus avec la brique rouge: cœurs supplémentaires
Les plans dorés :  il y en a 5 par niveau, on les trouve sous forme de petit livre qui est ouvert au 1/3 et ils sont en or. La Grande Aventure Lego, le jeu vidéo fait une exception à l'utilisation des classiques mini-kits, présent dans tous les autres jeux Lego produits par TT Games.
Les briques rouges + les défis :  il y en a 5 par monde (4 mondes) et pour les avoir, il faut faire des défis. Le prix maximum pour une brique est 5 000 000 de crédits et le prix minimal est 50 000 crédit.
Les pantalons :  il y a 1 pantalon par niveau sauf le prologue. Chaque pantalon est différent et donne une qualité au personnage.

### Mondes
- Briqueburg
- Le Far West
- Le pays des petits nuages
- La tour Octan
- La Chambre Bonus